# 레이 윌킨스
레이먼드 콜린 윌킨스, MBE(영어: Raymond Colin Wilkins; 1956년 9월 14일, 그레이터 런던 힐링던 ~ 2018년 4월 4일, 그레이터 런던 투팅)는 잉글랜드의 전 축구 선수이자 지도자였다.
축구 가문 출신인 윌킨스는 그의 부친과 형제 3명도 축구에 종사했고, 윌킨스는 현역 시절 미드필더로 활약했다. 그는 첼시에서 1군 신고식을 치러 18세의 나이로 주장이 되었고, 이후 맨체스터 유나이티드, 밀란, 퀸스 파크 레인저스, 그리고 레인저스 등의 구단에서 뛰었다. 그는 1976년부터 1986년까지 잉글랜드 국가대표팀 선수이기도 했으며, 유로 1980과 1982년과 1986년 월드컵에 참가했다.
현역 은퇴 후, 그는 텔레비전 평론가로 출연한 것 외에도 퀸스 파크 레인저스, 풀럼, 그리고 첼시에서  지도자나 감독으로 활동했다. 그는 2015년 아시안컵에서 요르단 국가대표팀을 지도했고, 가장 마지막으로 지도자로서 활동한 곳은 애스턴 빌라로 아시안컵에 참가한 같은 해에 수석 코치를 맡았다.

## 클럽 경력

### 초기 경력
미들섹스의 힐링던 출신인 윌킨스는 동런던 원스테드 평원의 일요 리그 축구단인 센랍에서 축구를 시작했다.

### 첼시
윌킨스는 1970년대에 유년 시절 견습생으로서 합류했던 첼시 명단에 이름을 올렸고, 1973년 10월 26일에 17세의 나이로 노리치 시티를 상대하여 1군 첫 경기를 치러, 안방에서 3-0 승리에 일조했다.
1975년, 구단이 강등되어 다수의 노련한 선수들이 떠나자 당시 불과 18세였던 윌킨스가 에디 매크레디 감독으로부터 첼시의 주장 완장을 받았는데, 그의 전임은 오랜 기간 파란 군단의 야전사령탑을 역임했던 존 홀린스였다. 그는 주장직을 4년 동안 잘 수행했다. 그는 첼시의 당대 주축 선수로 거듭나 다수의 젊은 선수들이 포진한 선수단의 1976-77 시즌 승격을 견인했고, 그 다음 시즌에는 1부 리그에서의 지위를 확고히 했다.
그의 친형 그래엄 윌킨스도 첼시 선수로 활동했다.

### 맨체스터 유나이티드
1979년, 첼시가 또다시 강등당하자, 윌킨스는 £825,000에 맨체스터 유나이티드로 이적했고, 이는 당시 첼시 역대 최고 방출 이적료였다. 그는 붉은 악마의 일원으로 5년을 보내며 10골을 기록했는데, 2-2로 비긴 브라이턴 & 호브 앨비언과의 1983년 FA컵 결승전에서도 먼 거리에서 골망을 흔들기도 했다.(유나이티드가 재경기 끝에 이겼다)
그는 구단 지지자들로부터 1983-84 시즌 끝에 올해의 선수로 선정되었따. 그의 중원에서의 활약은 밀란의 관심을 끌었고, 이탈리아 구단은 유나이티드로부터 그를 영입하기 위해 £1.5M의 이적료를 들였다.

### 밀란, 파리, 그리고 레인저스
윌킨스는 1984년 여름에 밀란에 입단했다. 그는 이탈리아 리그에 적은하는데 가장 애로를 겪었던 것이 체격 조건이었다고 회고했다. 감독 사단은 그에게 체지방을 줄이도록 지시했고, 윌킨스는 그 결과로 당시가 현역 시절 가장 몸상태가 좋은 시절이었다고 되짚었다. 당시 밀란은 어려운 시기를 보냈는데, 1981-82 시즌에 세리에 A에서 강등된 지 얼마 지나지 않았고, 윌킨스는 얼마 지나지 않아 같은 잉글랜드 국적인 마크 헤이틀리와 한배를 탔다.(헤이틀리는 또다른 잉글랜드인 루서 블리셋이 퇴단하는 시점에 입단했다) 당시 밀란 선수단의 유일한 외국인 선수였던 윌킨스는 헤이틀리와 함께 그 해 10월에 인테르나치오날레와의 마돈니나 더비 승리를 견인했고, 이탈리아 언론과 구단 지지자들로부터 찬사를 들었다. 윌킨스는 이탈리아 무대 1년차에 세리에 A 28경기를 출전했고, 소속 구단은 5위로 리그를 마감했고, 동시에 코파 이탈리아 준우승을 거두었다.(결승전에 앞서 밀란은 인테르나치오날레를 대회 준결승전에서 떨구었다)
그 다음 시즌에도, 윌킨스는 밀란 중원의 주축 선수로 29번의 리그 경기에 출전해 2골을 기록했다. 1골은 아벨리노를 상대로 원정에서 막판 동점골을 기록한 것이었고, 다른 1골은 그 바로 다음 경기인 삼프도리아전에서 넣은 골이었다. 그는 이 2번을 제외하고 세리에 A에서 득점한 적이 없다. 대게 선수단은 득점 가뭄에 시달렸고, 피에트로 파올로 비르디스만이 13골을 넣어, 이 시즌에 2자리수 득점을 기록한 유일한 선수였다. 구단은 경기 외적으로도 곤혹을 치렀는데, 주세페 파리나 구단주가 매수와 절도 행위로 고발되자 남아프리카 공화국으로 망명했었다.
윌킨스는 3년차이자 마지막 시즌인 1986-87 시즌에 로베르토 도나도니의 입단과 아고스티도 디 바르톨로메이와 알베리고 에바니의 존재로 인해 1군에서 밀려났다. 구단은 실비오 베를루스코니의 취임 1년차에 리그에서 5위로 마무리했고, 이 과정에서 인테르나치오날레를 2번 이겼다. 윌킨스는 1984년부터 1987년까지 밀란에서 105번의 경기(세리에 A 74경기)에 출전했다. "코리엘레 데라 세라"에서는 윌킨스가 "진지하며 꼼꼼한 프로 선수로, 길고 정확한 공넘김이 장점인 선수다"라는 찬사를 보냈다.
윌킨스는 1987년 중도에 파리 생-제르맹으로 이적했지만, 그의 새 도전은 얼마 지나지 않아 끝났다. 그는 가브리엘 칼데론과 사페트 수시치를 제치고 주전으로 도약하기에 무리였고, 그는 결국 스코틀랜드의 레인저스행만을 기다렸고, 11월에 £250,000의 이적료로 성사되었다.
그는 1987년 11월 28일, 아이브록스에서 3-2로 이긴 하트 오브 미들로시언전에서 레인저스 첫 경기를 치렀다. 그는 시즌 남은 기간 동안 주축 선수로 도약했고, 29번의 경기에 출전했는데, 이 중에는 스테아우아 부쿠레슈티와의 유러피언컵 8강전 경기도 포함되어 있었다. 그러나, 이듬해가 되어 그는 레인저스에서 줄곳 회자될 일을 만들었따. 당시 올드 펌의 숙적인 셀틱은 전 시즌 우승 구단이었고, 레인저스와 1988년 8월 27일에 맞붙었다. 1-1로 비기고 있는 가운데, 윌킨스는 문전 구역 귀퉁이에서 "기절초풍할 맞받아차기"로 레인저스가 앞서나가는 골을 기록했고, 결국 레인저스가 더비 경기에서 두고두고 회자될 5-1 대승을 거두었다. 레인저스는 그 시즌 리그를 우승했고, 이후 9년 연속 리그 우승의 대기록을 세웠다. 윌킨스는 애버딘에게 승리한 1988년 스코티시 리그컵 결승전에도 출전했다. 그는 1988-89 시즌 내내 선수단 주축 선수로 활동하며 전반기 거의 대부분 일정을 소화했지만, 그의 가족은 런던 복귀를 희망했다. 따라서, 그는 1989년 12월에 레인저스를 떠나 퀸스 파크 레인저스로 이적했다. 레인저스에서의 마지막 경기 후, 윌킨스는 40,000명의 관중들로부터 기립 박수를 받았다. 그는 글래스고 연고 구단에서 2년만 보냈지만, 이후 윌킨스는 구단 명예의 전당에 헌액되었다.

### 이후 행보
그는 말년 대부분을 퀸스 파크 레인저스에서 보냈는데, 그는 1989년 11월부터 1994년까지 1군 주축 선수로 활동했고, 그 기간 동안 프리미어리그에서 2시즌도 소화했다. 그는 3-0으로 이긴 크리스털 팰리스전을 시작으로 새 구단에서 일정을 시작했다. 윌킨스는 1994년 여름에 자유 이적으로 퀸스 파크 레인저스를 떠나 크리스털 팰리스의 선수 겸 지도자가 되어 앨런 스미스 감독을 보좌했지만, 첫 경기에서 왼발을 다치면서 단 1경기 출전에 그쳤다.
윌킨스는 1994년 11월 15일에 제리 프랜시스 감독이 떠나면서 선수 겸 감독 신분으로 입단했다. 윌킨스는 시즌 나머지 기간을 성공적으로 보내며 프리미어리그를 8위로 마쳤다. 그러나, 1995년 말 레스 퍼디난드가 뉴캐슬 유나이티드로 떠나면서, 차기 시즌에 고전했고, 결국 강등되었다. 선수 겸 감독으로서, 그는 1994년부터 1996년까지 도합 21경기를 더 출전했다. 윌킨스는 1996년 9월에 언론 재벌 크리스 라이트가 소속 구단의 프리미어리그에서 강등당한 후 구단을 인수하면서 구단을 떠났다.
윌킨스는 1996-97 시즌에 4개 구단에 몸담았다. 그는 위컴 원더러스에서 1경기를 출전하고 하이버니언과 16번의 경기를 치를 기간 동안 계약을 맺었다. 시즌 말을 앞구고, 그는 2부 리그 밀월에서 3경기를 출전했고, 마지막으로 3부 리그의 레이턴 오리엔트에서 활동하다가 은퇴했다.

## 국가대표팀 경력
윌킨스는 잉글랜드 국가대표팀 경기에 84번 출전했고, 이 중 10경기를 국가대표팀 주장으로 출연했으며, 1982년과 1986년 월드컵에 참가했다. 윌킨스는 던 레비 감독의 부름을 받아 잉글랜드 국가대표팀에 처음으로 차출되었고, 이후 뉴욕에서 열린 미국 독립 200주년 기념 대회 일정으로 치러진 이탈리아와의 1976년 5월 28일 경기에 처음으로 출전했고, 결과는 3-2 승리였다.
그는 이탈리아에서 열리는 유로 1980에서 잉글랜드의 본선행을 확정지으며 국가대표팀에서 최고의 업적을 세웠다 - 이 대회는 잉글랜드가 10년 가까운 세월 끝에 진출한 첫 주요 대회였다. 벨기에전에서 윌킨스는 인상에 남을 골에 성공시켰는데, 그는 발등 위에 공을 올려 벨기에 수비진 전부를 농락했고(그에 따라 오프사이드 함정도 무너뜨렸다) 또다시 호를 그리며 골키퍼의 키를 넘기고 잉글랜드의 선제골로 연결했다. 그러나, 벨기에에게 얼마 지나지 않아 실점을 허용했고, 잉글랜드는 조별 리그를 넘지 못했다.
윌킨스는 스페인에서 열리는 1982년 월드컵 본선 진출권을 확보하는 과정에서 붙박이 주전이었는데, 잉글랜드는 대회 본선에서 2차 조별 리그에 탈락했고, 뒤이어 유로 1984 본선행도 좌절되었다.
윌킨스는 밀란 시절에 줄곳 잉글랜드 주전을 지켰고, 멕시코에서 열린 1986년 월드컵에 무난히 참가했다. 그는 0-1로 패한 포르투갈과의 1차전 경기에서 출전했다. 윌킨스는 1986년 월드컵 모로코전에서 가브리엘 곤살레스 주심에게 공을 투척해 퇴장당하면서 월드컵에서 퇴장당한 최초의 잉글랜드 선수로 기록되었다. 윌킨스는 오프사이드 판정에 불만을 표출해 공은 주심을 맞았다. 그는 이후 2경기에 징계로 결장했고, 아르헨티나와의 8강전이 되어서야 국가대표팀 경기에 복귀할 수 있었는데, 잉글랜드는 이 경기를 1-2로 패했다.
윌킨스는 1986년 11월에 잉글랜드의 84번째이자 마지막 경기에 출전했다. 이 날 상대는 유고슬라비아였다.

## 감독 경력

### 초기감독 경력
윌킨스는 1994년부터 1996년까지 퀸스 파크 레인저스의 감독을 맡았고, 이후 또다른 서런던 구단인 풀럼 감독을 1997년부터 1998년까지 역임했다. 1999년 3월, 윌킨스는 그래엄 릭스가 미성년 성범죄로 수감되면서 1군 수석 코치가 되었다. 잔루카 비알리 감독이 2000-01 시즌 초 해임되면서, 윌킨스는 릭스와 공동으로 감독직을 대행했지만, 둘 모두 2000년 11월에 클라우디오 라니에리 감독이 취임하면서 해임되었다.
비알리가 1부 리그의 왓퍼드 감독이 되자, 윌킨스는 또다시 2002년 6월에 비알리 감독이 해임되기 전까지 또다시 그를 보좌했다. 윌킨스는 2003년부터 2005년까지 전직 첼시 선수였던 데니스 와이즈를 도와 밀월에서 수석 코치를 역임했지만, 데이브 배싯이 이례적으로 사단에 합류하면서 구단과 결별했다.

### 잉글랜드 U-21
윌킨스는 2004년부터 잉글랜드 U-21 국가대표팀에서 피터 테일러 감독의 수석 코치를 맡았응게, 체맇허사 2007년 초에 떠나면서, 그도 잉글랜드 U-21 국가대표팀과 결별했다. 윌킨스는 후임 스튜어트 피어스 감독의 체제에서 보직을 맡지 않았다.

### 첼시 복귀

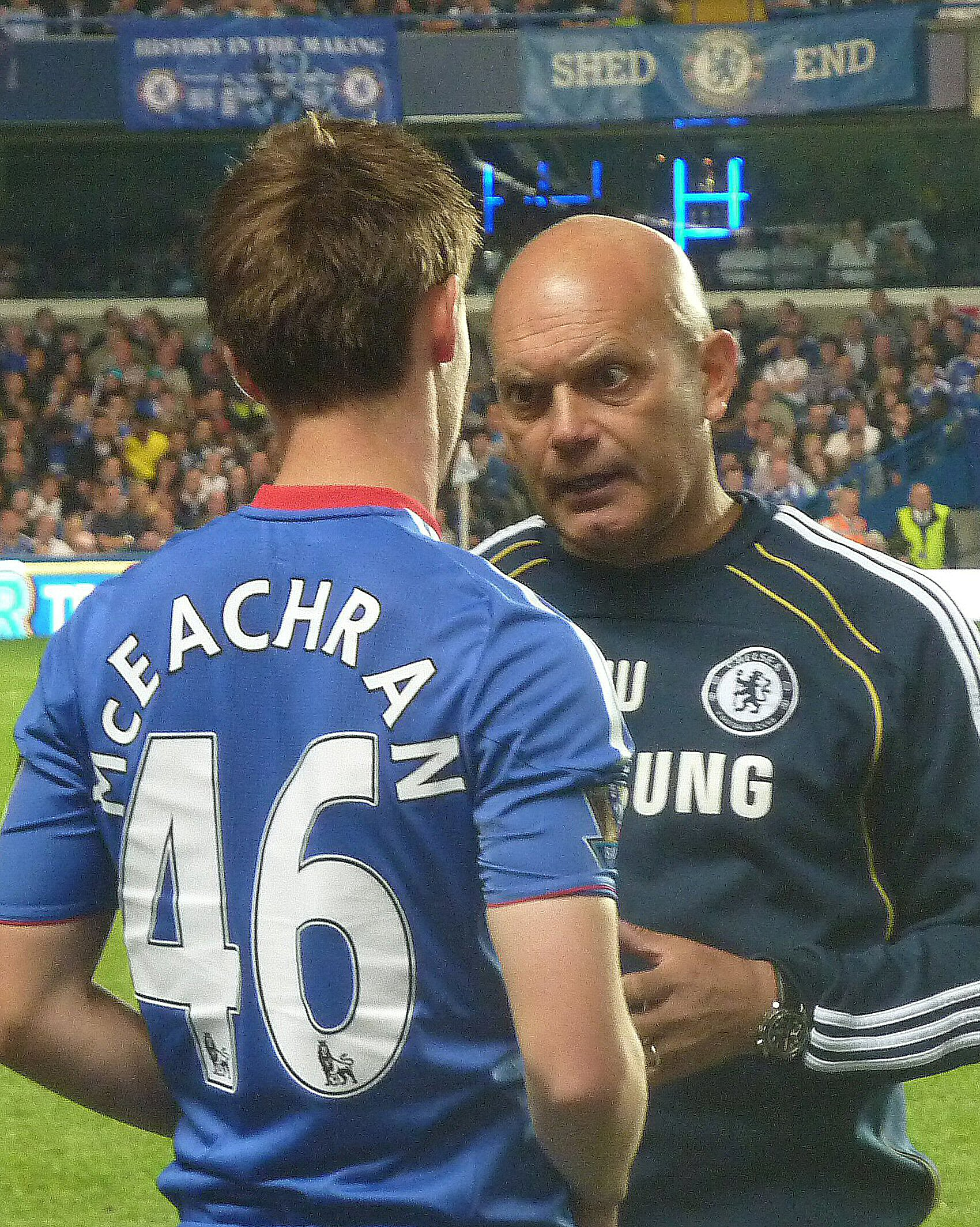
2010년 10월, 첼시 신예 조시 매키크런에게 조언하는 레이 윌킨스

2008년 9월, 스티브 클라크가 웨스트 햄 유나이티드로 떠나면서, 윌킨스는 첼시의 신임 수석 코치로서 루이스 펠리피 스콜라리 감독을 보좌했다. 2009년 2월, 스콜라리 감독이 충격적인 경질을 당한 후, 윌킨스는 왓퍼드와의 FA컵 5차전 경기에서 첼시의 감독 대행을 맡았다. 첼시는 후임 감독인 휘스 히딩크가 관중석에서 지켜보는 가운데 이 경기를 니콜라 아넬카의 해트트릭에 힘입어 3-1로 승리하였다.
2010년 11월 11일, 윌킨스는 첼시와의 계약을 "연장하지 않기로 하면서" 그는 구단을 "즉시 떠난다"고 발표되었다. 2010년 12월 1일, 윌킨스는 뜻밖의 스탬퍼드 브리지와의 결별 후, 첼시와 "조화로운 결별"로 퇴단했다고 발표했다. 2010년 12월 7일에 스카이 스포츠의 챔피언스리그 방송에 객원으로 출연한 윌킨스는 그가 첼시로부터 합당한 경질 사유를 아직 제시하지 못했다고 말했다.
2010-11 시즌 종료와 함께 뒤따라 해임된 카를로 안첼로티도 그의 자서전인 "평범한 천재의 아름다운 경기"에서 "레이는 몇 안되는, 꾸준하고, 마음가짐이 경건하며, 진정 파란 피가 흐르는, 첼시가 혈관을 따라 흐르는 몇 안되는 사람입니다 ... 그 없이는 우리는 어느 대회도 우승하지 못했을 겁니다"라고 되짚었다.

### 이후 감독 경력
2013년 12월 30일, 윌킨스는 풀럼의 수석 코치로 취임했다. 그와 앨런 커비슐리 단장은 2014년 2월 17일에 해임되었고, 시즌은 강등으로 끝났다.
2014년 9월 3일, 윌킨스는 요르단 국가대표팀의 감독으로 취임했다. 그는 요르단을 이끌고 2015년 아시안컵에 참가했는데, 요르단은 팔레스타인에 승리했지만, 이라크와 일본에 패하면서 조별 리그를 넘지 못했다.
2015년 6월 25일, 애스턴 빌라의 팀 셔우드 감독은 윌킨스를 그의 수석 코치로 임명했다. 2015년 10월 26일, 윌킨스는 팀 셔우드와 나머지 사단과 함께 일제히 경질당했다.

## 매체 출연
1990년대에 윌킨스는 채널 4의 풋볼 이탈리아 프로그램 출연진이었다. 윌킨스는 이후 스카이 스포츠 (영국의 텔레비전 방송)스카이 스포츠의 평론가로서 주로 챔피언스리그 중계를 했다. 그는 토크스포츠와도 협업했었다. 윌킨스는 탱고 드링크 광고의 내레이터로도 출연했었는데, '너는 언제 탱고했는지 안다'라는 한문장을 말했다.

## 사생활

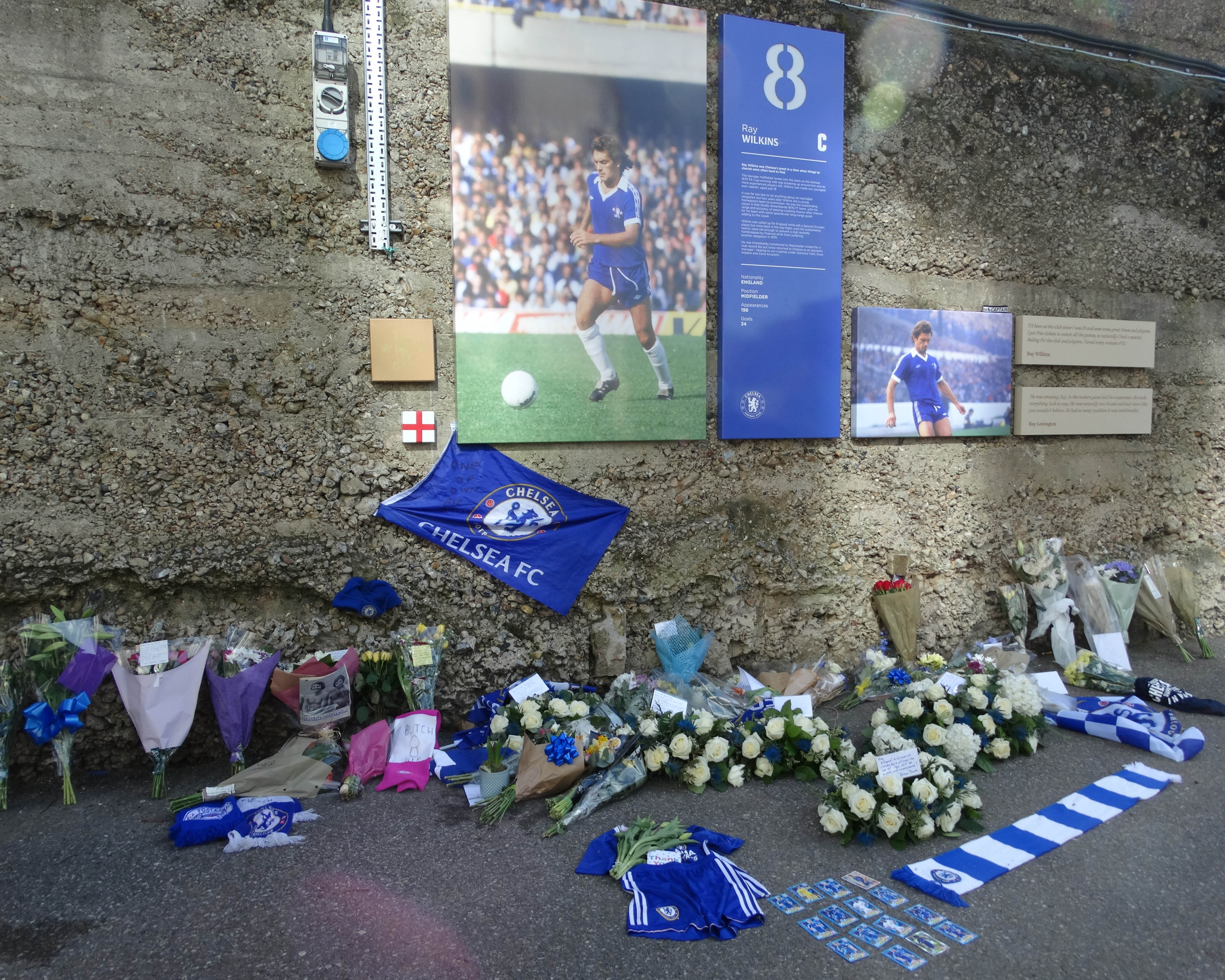
스탬퍼드 브리지 앞에 마련된 추모의 공간

프로 축구 선수인 조지 윌킨스의 아들로, 그는 자매 둘에 형제가 셋이었다: 그래엄 윌킨스(1955년 6월 28일, 힐링던 출신)도 전직 프로 선수로, 풋볼 리그의 첼시, 브렌트퍼드, 그리고 사우스엔드 유나이티드에서 측면 수비를 맡았다. 딘 윌킨스는 전직 브라이턴 & 호브 앨비언의 전직 선수이자 감독이었다. 스티븐 윌킨스도 첼시 선수였고, 이후 브렌트퍼드에서 1경기 출전하고 대거넘과 헤이스를 비롯한 리그에 속하지 않은 축구단에서 활동했다. 생전에 윌킨스는 유년 시절 별칭인 "버치"라는 별칭으로도 불렸다.
윌킨스는 재키 바이그레이브스를 1978년에 배우자로 맞이했다. 두 부부 슬하에 아들과 딸이 하나씩 있다.
그는 젊은 심장병 위험 재단의 후원자였다. 그는 1993년에 대영 제국 구성원장을 받았다.
2013년 3월, 그는 법정 혈중알코올농도를 "4배 가까이 초과"한 채 음주 운전하다가 적발되었다. 2014년 2월, 그는 궤양성 대장염을 앓고 있는 것으로 밝혀졌다. 2016년 7월, 윌킨스는 음주 운전으로 4년 동안 면허가 정지되었다. 2016년 8월, 그는 알코올 의존증을 앓고 있다는 점을 인정했다.

## 최후
2018년 3월 28일, 윌킨스는 심정지으로 쓰러져 인위적인 혼수상태에 투팅의 성게오르기우스 병원으로 이송되었다. 그는 2018년 4월 4일에 향년 61세로 영면에 들었다.
그의 별세 몇 시간 후, 밀란은 인테르나치오날레와 산 시로에서 마돈니나 더비를 치를 예정이었다. 밀란 시절 주장이었던 프란코 바레시는 윌킨스의 유니폼이 놓인 경기장 한켠에 꽃다발을 내려놓았다. 밀란측 관중석 일부에는 다음과 같이 읽히는 깃발을 높이 들어올렸다: "안녕 레이: 검붉은 전설"(Ciao Ray: Leggenda Rossonera) 첼시는 웨스트 햄 유나이티드와의 스탬퍼드 브리지 안방 경기에서 8번째 분에 윌킨스를 추모하기 위해 1분 동안 경례했다. 첼시 지지자들은 "레이 몇 안되는 선택된 선수, 그는 우리에게 진정한 파란 피가 무었인지 알고 있었다. 첼시는 그의 혈관에 흘렀고, 명복을 빕니다 레이"로 읽히는 깃발을 펄럭였다.
윌킨스의 장례식은 첼시의 성 루가 교회에서 진행되었고, 축구계 인사들이 다수 참가했다. 그의 아들은 윌킨스의 우울증과 알코올 의존증과의 사투에 대한 연설을 했다. 5월 19일, 그의 유족이자 배우자인 재키 바이그레이브스는 윌킨스의 두 친정 구단인 첼시와 맨체스터 유나이티드 간 FA컵 결승전에서 명예 관객으로 초청되었다. 첼시는 이 경기를 1-0으로 이겼고, 바이그레이브스 여사는 이 날 우승을 거둔 첼시의 주장 게리 케이힐에게 트로피를 수여했다.

## 경력 통계

### 클럽
| 구단                | 시즌      | 리그명                   | 리그 | 리그 | 컵   | 컵 | 기타 | 기타 | 합계 | 합계 |
| 구단                | 시즌      | 리그명                   | 출장 | 골   | 출장 | 골 | 출장 | 골   | 출장 | 골   |
| ------------------- | --------- | ------------------------ | ---- | ---- | ---- | -- | ---- | ---- | ---- | ---- |
| 첼시                | 1973–74   | 1부 리그                 | 6    | 0    | 1    | 0  | 0    | 0    | 7    | 0    |
| 첼시                | 1974–75   | 1부 리그                 | 21   | 2    | 2    | 0  | 1    | 0    | 24   | 2    |
| 첼시                | 1975–76   | 2부 리그                 | 42   | 11   | 4    | 1  | 4    | 0    | 50   | 12   |
| 첼시                | 1976–77   | 2부 리그                 | 42   | 7    | 2    | 0  | 6    | 2    | 50   | 9    |
| 첼시                | 1977–78   | 1부 리그                 | 33   | 7    | 3    | 1  | 4    | 1    | 40   | 9    |
| 첼시                | 1978–79   | 1부 리그                 | 35   | 3    | 0    | 0  | 1    | 0    | 36   | 3    |
| 첼시                | 합계      | 합계                     | 179  | 30   | 12   | 2  | 16   | 3    | 207  | 35   |
| 맨체스터 유나이티드 | 1979–80   | 1부 리그                 | 37   | 2    | 2    | 0  | 3    | 0    | 42   | 2    |
| 맨체스터 유나이티드 | 1980–81   | 1부 리그                 | 13   | 0    | 2    | 0  | 0    | 0    | 15   | 0    |
| 맨체스터 유나이티드 | 1981–82   | 1부 리그                 | 42   | 1    | 1    | 0  | 2    | 0    | 45   | 1    |
| 맨체스터 유나이티드 | 1982–83   | 1부 리그                 | 26   | 1    | 4    | 1  | 6    | 0    | 36   | 2    |
| 맨체스터 유나이티드 | 1983–84   | 1부 리그                 | 42   | 3    | 1    | 0  | 13   | 2    | 56   | 5    |
| 맨체스터 유나이티드 | 합계      | 합계                     | 160  | 7    | 10   | 1  | 24   | 2    | 194  | 10   |
| 밀란                | 1984–85   | 세리에 A                 | 28   | 0    | 12   | 0  | 0    | 0    | 40   | 0    |
| 밀란                | 1985–86   | 세리에 A                 | 29   | 2    | 6    | 1  | 6    | 0    | 41   | 3    |
| 밀란                | 1986–87   | 세리에 A                 | 16   | 0    | 7    | 0  | 1    | 0    | 24   | 0    |
| 밀란                | 합계      | 합계                     | 73   | 2    | 25   | 1  | 7    | 0    | 105  | 3    |
| 파리 생-제르맹      | 1987–88   | 디비시옹 1               | 13   | 0    | 0    | 0  | 0    | 0    | 13   | 0    |
| 레인저스            | 1987–88   | 스코티시 프리미어 디비전 | 24   | 1    | 3    | 0  | 2    | 0    | 29   | 1    |
| 레인저스            | 1988–89   | 스코티시 프리미어 디비전 | 31   | 1    | 6    | 0  | 8    | 2    | 45   | 3    |
| 레인저스            | 1989–90   | 스코티시 프리미어 디비전 | 15   | 0    | 0    | 0  | 7    | 0    | 22   | 0    |
| 레인저스            | 합계      | 합계                     | 70   | 2    | 9    | 0  | 17   | 2    | 96   | 4    |
| 퀸스 파크 레인저스  | 1989–90   | 1부 리그                 | 23   | 1    | 9    | 2  | 0    | 0    | 32   | 3    |
| 퀸스 파크 레인저스  | 1990–91   | 1부 리그                 | 38   | 2    | 1    | 0  | 5    | 0    | 44   | 2    |
| 퀸스 파크 레인저스  | 1991–92   | 1부 리그                 | 27   | 1    | 1    | 0  | 2    | 1    | 30   | 2    |
| 퀸스 파크 레인저스  | 1992–93   | 프리미어리그             | 27   | 2    | 1    | 0  | 4    | 0    | 32   | 2    |
| 퀸스 파크 레인저스  | 1993–94   | 프리미어리그             | 39   | 1    | 1    | 0  | 4    | 0    | 44   | 1    |
| 퀸스 파크 레인저스  | 합계      | 합계                     | 154  | 7    | 13   | 2  | 15   | 1    | 182  | 10   |
| 크리스털 팰리스     | 1994–95   | 프리미어리그             | 1    | 0    | 0    | 0  | 0    | 0    | 1    | 0    |
| 퀸스 파크 레인저스  | 1994–95   | 프리미어리그             | 2    | 0    | 0    | 0  | 0    | 0    | 2    | 0    |
| 퀸스 파크 레인저스  | 1995–96   | 프리미어리그             | 15   | 0    | 1    | 0  | 3    | 0    | 19   | 0    |
| 퀸스 파크 레인저스  | 1996–97   | 1부 리그                 | 4    | 0    | 0    | 0  | 0    | 0    | 4    | 0    |
| 퀸스 파크 레인저스  | 합계      | 합계                     | 21   | 0    | 1    | 0  | 3    | 0    | 25   | 0    |
| 위컴 원더러스       | 1996–97   | 2부 리그                 | 1    | 0    | 0    | 0  | 0    | 0    | 1    | 0    |
| 하이버니언          | 1996–97   | 스코티시 프리미어 디비전 | 16   | 0    | 0    | 0  | 1    | 0    | 17   | 0    |
| 밀월                | 1996–97   | 2부 리그                 | 3    | 0    | 0    | 0  | 1    | 0    | 4    | 0    |
| 레이턴 오리엔트     | 1996–97   | 3부 리그                 | 3    | 0    | 0    | 0  | 0    | 0    | 3    | 0    |
| 경력 합계           | 경력 합계 | 경력 합계                | 694  | 48   | 70   | 6  | 84   | 8    | 848  | 62   |

### 국가대표팀
| 국가대표팀 | 연도 | 출장 | 골 |
| ---------- | ---- | ---- | -- |
| 잉글랜드   | 1976 | 3    | 0  |
| 잉글랜드   | 1977 | 7    | 0  |
| 잉글랜드   | 1978 | 8    | 0  |
| 잉글랜드   | 1979 | 9    | 1  |
| 잉글랜드   | 1980 | 8    | 1  |
| 잉글랜드   | 1981 | 7    | 0  |
| 잉글랜드   | 1982 | 12   | 1  |
| 잉글랜드   | 1983 | 1    | 0  |
| 잉글랜드   | 1984 | 10   | 0  |
| 잉글랜드   | 1985 | 9    | 0  |
| 잉글랜드   | 1986 | 10   | 0  |
| 합계       | 합계 | 84   | 3  |

### 국가대표팀 득점 목록
아래의 점수에서 왼쪽의 점수가 잉글랜드의 점수이며, 점수 열은 윌킨스의 득점 당시 점수 상황을 나타낸다.
| # | 날짜            | 경기장                         | 출전 | 상대       | 점수 | 결과 | 대회                        | 주     |
| - | --------------- | ------------------------------ | ---- | ---------- | ---- | ---- | --------------------------- | ------ |
| 1 | 1979년 6월 13일 | 오스트리아, 빈, 프라터슈타디온 | 24   | 오스트리아 | 3–3  | 3–4  | 친선경기                    | [ 71 ] |
| 2 | 1980년 6월 12일 | 이탈리아, 토리노, 시립 경기장  | 33   | 벨기에     | 1–0  | 1–1  | 유로 1980                   | [ 28 ] |
| 3 | 1982년 2월 23일 | 잉글랜드, 런던, 웸블리         | 43   | 북아일랜드 | 3–0  | 4–0  | 1982년 브리티시 홈 챔피언십 | [ 72 ] |

### 감독 통계
| 구단               | 취임             | 해임            | 기록 | 기록 | 기록 | 기록 | 기록   | 주     |
| 구단               | 취임             | 해임            | 전   | 승   | 무   | 패   | 율 %   | 주     |
| ------------------ | ---------------- | --------------- | ---- | ---- | ---- | ---- | ------ | ------ |
| 퀸스 파크 레인저스 | 1994년 11월 15일 | 1996년 9월 4일  | 80   | 31   | 13   | 36   | 038.75 | [ 65 ] |
| 풀럼               | 1997년 9월 25일  | 1998년 5월 7일  | 43   | 20   | 8    | 15   | 046.51 | [ 65 ] |
| 첼시 (감독 대행)   | 2000년 9월 13일  | 2000년 9월 17일 | 2    | 1    | 0    | 1    | 050.00 | [ 65 ] |
| 첼시 (감독 대행)   | 2009년 2월 9일   | 2009년 2월 14일 | 1    | 1    | 0    | 0    | 100.00 | [ 65 ] |
| 요르단             | 2014년 9월 3일   | 2015년 7월 1일  | 15   | 2    | 2    | 11   | 013.33 | [ 73 ] |
| 합계               | 합계             | 합계            | 142  | 56   | 23   | 63   | 39.44  |        |

## 수상

### 선수
맨체스터 유나이티드
- FA컵: 1982–83[74]
- 채리티 실드: 1983[75]

레인저스
- 스코티시 프리미어 디비전: 1988–89, 1989–90[17]
- 스코티시 리그컵: 1988–89[17]

잉글랜드
- 라우스컵: 1986[76]
- 브리티시 홈 챔피언십: 1977–78, 1981–82, 1982–83[77]

개인
- 첼시 올해의 선수: 1975–76, 1976–77[78]
- 잉글랜드 축구 명예의 전당: 2013[79]